# YouGov
YouGov（中国大陆译为舆观）是一家總部設在英國的國際網路市場調查和數據分析公司，在歐洲、北美、中東和亞太均有展開業務。

## 歷史
YouGov於2000年5月成立於英國，創業者是斯蒂芬·莎士比亞和納齊姆·扎哈維（後成為保守黨國會議員）。2001年，YouGov聘請BBC政治分析家彼得·凱爾納擔任董事長。他在2007年至2016年擔任公司總裁。
2005年4月，YouGov在倫敦證券交易所的另類投資市場上市。該公司的主要股東是貝萊德和abrdn。
斯蒂芬·莎士比亞自2010年開始擔任YouGov的首席執行官。羅傑·帕瑞自2007年開始擔任YouGov的董事長。自彼得·凱爾納退休之後，該公司的調查方法由斯坦福大學教授道格·里巴斯（Doug Rivers）監督。
YouGov是英國民意調查會議的成員。

### 銀河研究
銀河研究（Galaxy Research）是澳洲的一家市場調查公司，提供州級和聯邦級的選舉民調服務。其民調結果在澳洲新聞集團的一些小報上公佈，包括《先驅太陽報》、《信使郵報》和《每日電訊報》（與之相對的是，Newspoll的數據則在則在大報《澳洲人報》上公開）。
2017年12月，YouGov收購了銀河研究，以在澳洲展開業務 。

## 調查方法
YouGov專門在線上進行市場調查和民意調查。該公司自網民中選取一個被邀請的集團，並從這一集團中獲得數據，再通過多層次估計模型搭配分層加權反映人口資訊。YouGov從世界1200萬人的用戶中選取具人口代表性的樣本。由於YouGov的在線調查方式不需線下人手，因此其費用低於傳統的面對面或電話調查。

## 擴大
2006年，YouGov開始通過收購的方式在英國以外地區拓展業務，以120萬美元收購了杜拜的研究公司Siraj，並最終獲得60萬美元的收益。2007年，YouGov以約1700萬美元的價格收購位於美國帕羅奧圖的研究公司Polimetrix、800萬美元的價格收購斯堪地納維亞公司Zapera、2000萬美元的價格收購德國研究公司Psychonomics。2009年和2010年，YouGov通過兩次收購擴大了其在美國的業務。他們先是以60萬美元的價格收購了紐澤西州普林斯頓公司Clear Horizons，並獲利270萬美元。之後它們以600萬美元收購了康乃狄克州的研究公司Harrison集團，並獲利700萬美元。2011年，YouGov以100萬美元兼併了波特蘭公司efinitive Insights，獲得200萬美元的潛在利益。2011年，YouGov在巴黎開設辦公室。2014年1月，YouGov以約500萬英鎊的價格收購Decision Fuel，開始進軍亞太地區。
2010年，YouGov收購了體育媒體數據公司SMG Insight20%的股權。2018年，YouGov收購了該公司剩餘80%的股權。新業務更名為YouGov Sport。

## 外部連結
- 官方网站